# He Guoqiang
He Guoqiang, chino simplificado: 贺国强, chino tradicional: 賀國強, pinyin: He Guoqiang, (Xiangxiang, 1943) es un político chino.

## Biografía
He Guoqiang nació en Xiangxiang, Hunan, en octubre de 1943. Fue un alto dirigente del Partido Comunista de China (PCCh). Se unió al Partido Comunista de China en enero de 1966 y se unió a la fuerza de trabajo en septiembre de 1966. Se graduó en el Departamento de Química inorgánica del instituto de ingeniería química de Pekín, donde se había especializado en inorgánica. Con su educación universitaria, posee el título de ingeniero sénior, fue destinado primero a trabajar como técnico en la división de síntesis de la planta de fertilizantes químicos Lunan en Shandong. Durante sus once años allí fue, de manera eventual, secretario de la filial del partido. Con el tiempo se convirtió en funcionario del departamento de la industria química en el gobierno provincial de Shandong, ascendiendo a través de las filas para convertirse en jefe del partido en Jinan, capital de Shandong, en 1987. Fue trasladado para convertirse en gobernador de Fujian entre 1997 y 1999, y luego como jefe del partido de Chongqing hasta 2002. Ese año asumió cargos en la política nacional, convirtiéndose en jefe del Departamento de Organización del Partido Comunista de China.
Fue elegido miembro del 17° Comité Permanente del Buró Político del Partido Comunista de China, al frente de la comisión central de control disciplinario, encargado de acabar con la corrupción de los funcionarios del partido, en sustitución de Wu Guanzheng. Fue nombrado por el Secretario General Hu Jintao a entrar en zonas sísmicas en las secuelas del terremoto de Sichuan de 2008. Hasta el 18° Congreso Nacional del Partido fue el octavo miembro del ranking del Comité Permanente del Buró Político del Partido Comunista de China, el más alto Consejo de gobierno de China, y  secretario de la Comisión Central de Control Disciplinario. Anteriormente, fue jefe del Departamento de Organización del Partido Comunista, gobernador de Fujian, y jefe del partido de Chongqing. He Guoqiang se dice que es un "moderador" en el PSC, sin lealtades aparentes a las facciones particulares y clientes.